# Шлемоносные райские птицы
Шлемоносные райские птицы (лат. Paradigalla) — род воробьиных птиц из семейства райских птиц. Распространены в Индонезии и в горных лесах Папуа — Новой Гвинеи.

## Классификация
Международный союз орнитологов относит к роду 2 вида:
- Paradigalla carunculata R. Lesson, 1835 — Черная шлемоносная райская птица
- Paradigalla brevicauda Rothschild & Hartert, 1911

Вид Paradigalla intermedia, выделяемый некоторыми систематиками, синонимизирован с Paradigalla brevicauda.
Оба вида этого рода перечислены в Приложении II СИТЕС.